# Топор (филм)
 Тази статия е за филмът.  За топорът вижте Брадва.  
Топор е руска многосерийна драма, исторически игрален филм за Великата Отечествена война 1941 – 1945 година.
Топор 1941. Първата серия на филма в две части, е заснет през 2018 г. Сибирският отшелник Иван Родин (Андрей Смоляков), чийто живот е разрушен от събитията на Великата октомврийска революция и гражданската война, прекарва седемнадесет години в доброволно изгнание от света. Когато научва за нападението на нацистка Германия срещу Съюза на съветските социалистически републики, бившият казахски офицер без много двоумение взима топора си и тръгва към фронта, за да защити родната си земя. Действието във филма се развива през 1941 г.
Топор 1943. Втората серия на филма в две части, е заснет през 2021 г. В навечерието на поредната офанзива на Червената армия групата на офицера капитан Белов, в която е включен и Иван Родин, случайно открива изработена за камуфлаж, танкова дивизия близо до село Анино. Разузнавачите разбират, че само те знаят за устроената от немците засада. Действието във филма се развива през 1943 г. Премиерното излъчване се състои на 9 май 2021 г.
Топор 1944. Третата серия в две части, на филма е заснет през 2022 г. В двете серии на филма се разказва за деца, предимно от цигански произход, отвлечени от нацистки части с цел да бъдат използвани като донори на кръв, преливана на ранени войници на вермахта.
Топор 1945. Четвъртата серия в две части, на филма е заснет през 2023 г. Премиерата се състои на 9 май 2023 г. Действието се разиграва по време на битките за Източна Прусия, когато Иван Родин, заедно с млади бойци е по дирите на открадналите съкровище нацисти. То се състои от гръцко и римско злато, картини от XVI век, ренесансови бижута и други музейни ценности.